# Ceraspis cornuta
Ceraspis cornuta är en skalbaggsart som beskrevs av Blanchard 1850. Ceraspis cornuta ingår i släktet Ceraspis och familjen Melolonthidae. Inga underarter finns listade i Catalogue of Life.